# Alexandria (kommun)
Alexandria är en kommun i Brasilien.   Den ligger i delstaten Rio Grande do Norte, i den östra delen av landet, 1 500 km nordost om huvudstaden Brasília. Antalet invånare är 13 475.
Följande samhällen finns i Alexandria:
- Alexandria

Omgivningarna runt Alexandria är huvudsakligen savann. Runt Alexandria är det ganska glesbefolkat, med 25 invånare per kvadratkilometer.